# Cassare
Cassare ou calissare (du portugais casar, "se marier") est le terme appliqué aux alliances matrimoniales, largement pratiqué en Afrique de l'Ouest, mises en place entre marchands d'esclaves européens et africains,; le mari est européen et la femme ou concubine est africaine. Ce n'est pas un mariage sous les auspices chrétiens, bien qu'il puisse y avoir une cérémonie africaine. Il y a peu de clercs en Afrique équatoriale, et les femmes ne peuvent pas se marier puisqu'elles n'ont pas été baptisées. La monogamie masculine n'est pas attendue. En tant que tel, le concubinage est un terme plus précis. Zephaniah Kingsley, négociant d'esclaves pour la multinationale Quaker, achète la princesse wolof, Anna Kingsley, qui est auparavant réduite en esclavage et vendue à Cuba, après avoir été capturée au Sénégal.
La pratique du cassare crée des liens politiques et économiques. Le nom est européen et reflète les relations similaires des Portugais, qui furent les premiers explorateurs de la côte ouest de l'Afrique. La vente d'une fille, si ce n'est pour de l'argent, mais pour un avantage économique, y compris la simple paix, est une pratique pré-européenne utilisée pour intégrer un individu issu d'un groupe ethnique africain différent. Les groupes puissants d'Afrique de l'Ouest liés à la traite des esclaves utilisent ces mariages pour renforcer leurs alliances avec les hommes européens en mariant (vendant) leurs filles. Au début de la traite atlantique des esclaves, ces mariages sont courants. Les mariages sont parfois célébrés selon les coutumes africaines, ce à quoi les Européens ne s'opposent pas, vu l'importance des liens. Les épouses africaines peuvent gagner un salaire et ont le droit d'offrir une scolarité aux enfants afro-européens issus de l'union. Les épouses peuvent également hériter des esclaves et des biens de leurs maris lorsqu'ils retournent en Europe ou meurent.
De nombreux groupes ethniques côtiers d'Afrique de l'Ouest, tels que les Ga et les Fanti, utilisent ce système pour obtenir des avantages politiques et économiques,. Cela permet aux Africains de faire confiance à des étrangers, comme les Européens, lorsqu'ils négocient au sein de leurs réseaux commerciaux. Cela rend la transition des étrangers aux partenaires commerciaux beaucoup plus fluide.